# احتمال بيشان

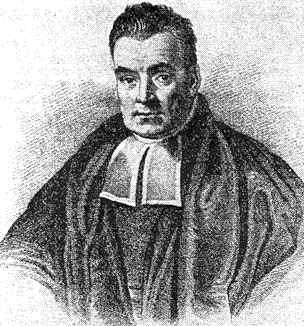
عالم الرياضيات واللاهوتي توماس بايز

احتمال بايز أو أرجحية النظريّة الافتراضية (بالإنجليزية: Bayesian probability) هو تفسير مفهوم الاحتمال على أنه توقعات ممكنة لظاهرة ما حيث تمثل هذه التوقعات حالة من المعرفة أو مقياس لاعتقاد شخصي، بدلًا من استخدام مفهوم الاحتمال التكراري.
يمكن اعتبار تفسير احتمال بايز على أنه امتداد لمنطق المقترحات، والذي يمكننا من الوصول للاستنتاج بناء على الفرضيات. حيث أنه سواء كان المقترح خاطئاً أو صحيحاً فإنه يبقى غير مؤكد. من منظور احتمال بايز فإن الفرضيات مرتبطة باحتمال، لكن من منظور الاحتمال التكراري فإن الفرضيات عادة ما يجري اختبارها دون ربطها بأي احتمال.
احتمال بايز ينتمي إلى فئة الاحتمالات الاستدلالية والتي يتم فيها تقييم الاحتماليات للفرضيات تحت الدراسة. في احتمال بايزي يتم تحديد بعض الاحتمالات المسبقة، والتي يتم تحديثها لاحقاً لتصبح احتمالات لاحقة على ضوء البيانات الجديدة (الأدلة). يوفر تفسير بايز مجموعة قياسية من الإجراءات والصيغ لإجراء هذه الحسابات.
مصطلح Bayesian مستمد من عالم الرياضيات واللاهوتي توماس بايز في القرن الثامن عشر، الذي قدم أول حل رياضي لمشكلة معقدة في استدلال بايز. عالم الرياضيات بيير سيمون لابلاس يعتبر هو الرائد لما يسمى الآن باحتمال بايز.
بشكل عام، هناك رأيان في احتمال بايز والذي يمكن أن يفسر بطرق مختلفة مفهوم الاحتمال. فوفقا للرأي الموضوعي، فإن الاحتمال هو التوقع المعقول الذي يمثل حالة المعرفة، ويمكن تفسيره على أنه امتداد للمنطق حيث يمكن تبرير قواعده من خلال نظرية كوكس. ووفقا للرأي الشخصي، فإن الاحتمال يقيس الاعتقاد الشخصي، ويمكن تبرير قواعده بالمتطلبات العقلانية والاتساق الواردة في الكتاب الهولندي أو من نظرية القرار ونظرية de Finetti's.

## منهجية بايز
أساليب بايز تعرف بالمفاهيم والإجراءات التالية:
- تستخدم المتغيرات العشوائية، أوبشكل عام الكميات الغير المعروفة، لعمل نموذج لجميع مصادر عدم اليقين في النماذج الإحصائية بما في ذلك عدم اليقين الناجم عن نقص المعلومات (انظر أيضا عدم اليقين الأليوري والإبستيمي).
- عند تحديد توزيع الاحتمالات المسبقة يجب الأخذ في الاعتبار المعلومات المتاحة (السابقة).
- الاستخدام المتتابع لصيغة بايز: بعد حساب التوزيع اللاحق باستخدام صيغة بايز وتوفر المزيد من البيانات فإن التوزيع اللاحق يصبح توزيع مسبق.
- في حين أن الفرضية في الإحصاء التكراري هي اقتراح (يجب أن يكون إما صحيحا أو خاطئ)، بحيث أن الاحتمال المتكرر لها إما 0 أو 1، في الإحصاءات البيزية الاحتمال الذي يمكن تعيينه لفرضية يمكن أيضا أن يتراوح بين 0 إلى 1 إذا كانت القيمة الفعلية غير مؤكدة.

## الموضوعية والغير موضوعية في احتمالات بايز
بشكل عام، هناك تفسيران لاحتمال بايز موضوعي ولاموضوعي. بالنسبة للموضوعين، فإن تفسير الاحتمال يعتبر امتداد للمنطق حيث أن الاحتمال الذي يعطي أن كل الأفراد يحملون نفس المعرفة يجب اخذه بعين الاعتبار في قواعد احصاء بايز , والذي يمكن تبريره من خلال نظرية Cox's. بالنسبة للاموضوعيين فإن الاحتمال يتوافق مع الاعتقاد الشخصي. فالعقلانية والاتساق تتيح تباينا كبيرا في القيود التي تفرضها؛ هذه القيود يمكن تبريرها بما ورد في الكتاب الهولندي أو نظرية القرار ونظرية de Finetti's. بشكل رئيسي، يختلف المنظور الموضوعي واللاموضوعي في احتمال بايز في نقطتين: التفسير وبناء الاحتمال الأولي.

## التاريخ
مصطلح Bayesian يعود إلى العالم توماس بايس (1702-1761)، الذي أثبت حالة خاصة لما يسمى الآن بنظرية بايز في منشور بحثي بعنوان "An Essay towards solving a Problem in the Doctrine of Chances". في تلك الحالة الخاصة، تم اختيارالتوزيعات المسبقة واللاحقة لتتبع توزيعات بيتا، أما البيانات فكانت ناتجة من تجارب برنولي. وكان بيار سيمون لابلاس (1749-1827) هو الذي قدم نسخة عامة من هذه النظرية واستخدامها لمعالجة المشاكل في الميكانيكا السماوية والإحصاءات الطبية، والموثوقية، علم القانون. النسخة الأولية من استدلال بايز، حيث استخدم التوزيع المنتظم ليمثل التوزيعات المسبقة متبعاً بمبدأ لابلاس للأسباب الغير كافية، كان يسمى ب «الاحتمال العكسي» (لأنه يستدل بشكل عكسي من البيانات إلى المعلومات، أو من النتائج إلى الأسباب). بعد 1920s، «الاحتمال العكسي» تم استبداله إلى حد كبير بواسطة كثير من الطرق التي جاءت لتكون تحت مسمى الإحصاءات المتكررة.
في القرن العشرين، تطورت أفكار لابلاس في اتجاهين، مما أدى إلى ظهورتيارات الموضوعية واللاموضوعية عند تطبيق مفهوم بايز. كان لنظرية هارولد جيفريز للاحتمالات (التي نشرت لأول مرة في عام 1939) دورا مهما في إحياء وجهة نظر بايز للاحتمال، تليها أعمال إبراهيم والد (1950) وليونارد ج. سافاج (1954). المصطلح Bayesian تم البدء باستخدامه عام 1950s. المصطلحين المشتقيين Bayesianism وneo-Bayesianism
يعودان للعام 1960s. من منظور الموضوعيين، يعتمد التحليل الإحصائي فقط على النموذج المفترض وتحليل البيانات.[بحاجة لمصدر] ولا ينبغي إشراك أي قرارات ذاتية. وعلى النقيض من ذلك، ينكر الإحصائيون «اللالموضوعيون» إمكانية إجراء تحليل موضوعي تماما للحالة العامة.
في الثمانينيات كان هناك نمو كبير في البحوث والتطبيقات لطرق بايز، ويعزى معظمها إلى اكتشاف أساليب Markov chain Monte Carlo وما يترتب على ذلك من إزالة العديد من المشاكل الحاسوبية، وتزايد الاهتمام أكثر في التطبيقات المعقدة الغير قياسية. في حين أن الإحصاءات المتكررة لا تزال قوية (كما يتضح من حقيقة أن معظم التدريس الجامعي لا يزال قائما على ذلك )، فإن طرق Bayesian تظل مقبولة على نطاق واسع واستخدامها، على سبيل المثال، في مجال التعلم الآلي.

## مسوغات احتمالات Bayesian
استخدام احتمالات Bayesian كأساس لاستدلال Bayesian قد دعمت من قبل عدة حجج، مثل بديهيات Cox، حجة الكتاب الهولندي، الحجج القائمة على نظرية القرار ونظرية de Finetti's.

### المنهج البديهي
أظهر ريتشارد ت. كوكس أن تحديث Bayesian يتبع عدة بدهيات، بما في ذلك معادلتين وظيفيتين وفرضية التفاضل. افتراض التفاضل أو حتى الاستمرارية أمر مثير للجدل؛ حيث وجد هالبرن مثالا مضادا مستنداً إلى ملاحظته أن الجبر المنطقي للبيانات قد يكون محدودا. وقد ظهرت عدد من البديهيات من قبل العديد من الكتاب كان الهدف منها جعل النظرية أكثر صرامة.

### أسلوب الكتاب الهولندي
الكتاب الهولندي تم تأليفة من قبل الكاتب de Finetti ؛ وهذا الكتاب بني على أساس مفهوم الرهان. يقال في حالة ما أن مفهوم الكتاب الهولندي طبق إذا وضع مقامر ذكي مجموعة من الرهانات التي تضمن له الربح، بغض النظر عن نتائج الرهانات. إذا اتبع المراهن قواعد حساب Bayesian في بناء احتمالاته، فلا يمكن أن يقال أن مفهوم الكتاب هولندي قد طبق.
ومع ذلك، أشار إيان هاكينغ إلى أن الحجج الكتابية الهولندية التقليدية لم تحدد تحديث Bayesian: حيث تركت إمكانية أن قواعد التحديث non-Bayesian يمكنها تجنب الكتب الهولندية مفتوحة.
في الواقع، هناك قواعد التحديث non-Bayesian التي تتجنب أيضا الكتب الهولندية (كما نوقش في الأبحاث على «الحركات الكينماتيكية» بعد نشر قاعدة ريتشارد جيفريس، الذي يعتبر في حد ذاته Bayesian). الفرضيات الإضافية الكافية لتحديد (بشكل فريد) تحديث Bayesian تعتبر واسعة ولا ينظر إليها عالميا على أنها مرضية.

### أسلوب نظرية القرار
مبرر نظرية القرار لاستدلال Bayesian اعطي من قبل العالم  إبراهيم والد الذي أثبت أن كل عملية إحصائية admissible هي إما عملية Bayesian أو حد لعمليات بيشان. على عكس ذلك كل  عملية بيشان هي admissible. 